# George Odlum

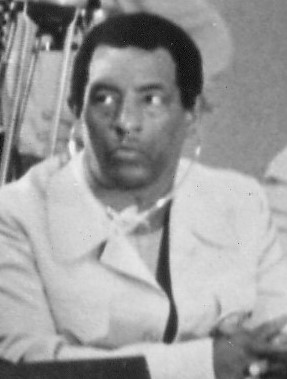
George William Odlum (1979)

George William Odlum (* 24. Juni 1934 in Castries, St. Lucia; † 28. September 2003 ebenda) war ein Politiker aus St. Lucia.

## Biografie
Odlum war während der Zeit der Mitgliedschaft von St. Lucia in der Westindischen Föderation von 1961 bis 1964 zunächst Ständiger Sekretär im Ministerium für Handel, Industrie und Tourismus. Anschließend war er als Wirtschaftswissenschaftler im Sekretariat des Commonwealth of Nations in London tätig.
Nach seiner Rückkehr wurde er 1967 Exekutivsekretär des Ministerrates der Assoziierten Staaten der Westindischen Inseln. Im Anschluss war er von 1971 bis 1978 Vorsitzender der Gewerkschaft der Farmer und Farmarbeiter (Farmers and Farm Workers Union). In dieser Funktion war er auch Führer der Anti-Unabhängigkeitsbewegung, die vom Vorsitzenden der Saint Lucia Labour Party (SLP), Allan Louisy, unterstützt wurde.
Als Louisy am 2. Juli 1979 Premierminister wurde, berief dieser Odlum zum Minister für Handel, Industrie und Tourismus sowie zum Minister für Auswärtige Angelegenheiten. Diese Ämter behielt er bis zum Ende von Louisys Amtszeit am 4. Mai 1981.
Nach langjähriger Abwesenheit aus dem politischen Leben wurde er 1994 zum Ständigen Vertretung bei den Vereinten Nationen ernannt und verblieb auf diesem Posten bis Februar 1996. Bei den Wahlen vom Mai 1997 wurde er als Kandidat der SLP zum Abgeordneten des Parlaments gewählt, wo er bis 2001 den Wahlkreis Castries North East vertrat. Premierminister Kenneth Anthony berief ihn am 4. Mai 1997 auch wieder zum Außenminister.
Als Aktivist der politischen Linken versuchte er mehrmals selbst Parteivorsitzender zu werden. 2001 trat er wegen Meinungsverschiedenheiten mit Premierminister Anthony zurück und versuchte anschließend erfolglos mit der Partei National Alliance selbst Premierminister zu werden.